# Aquilonia similismessoria
Aquilonia similismessoria is een keversoort uit de familie glimwormen (Lampyridae). De wetenschappelijke naam van de soort werd voor het eerst geldig gepubliceerd in 2009 door Ballantyne als Gilvainsula similismessoria.